# Tangled Threads (film 1917)
Tangled Threads è un cortometraggio muto del 1917 diretto da Allan Forrest.

## Produzione
Il film fu prodotto dall'Independent Moving Pictures Co. of America (IMP).

## Distribuzione
Distribuito dall'Universal Film Manufacturing Company, il film - un cortometraggio in due bobine - uscì nelle sale cinematografiche USA il 4 marzo 1917.